# Ziua numelui

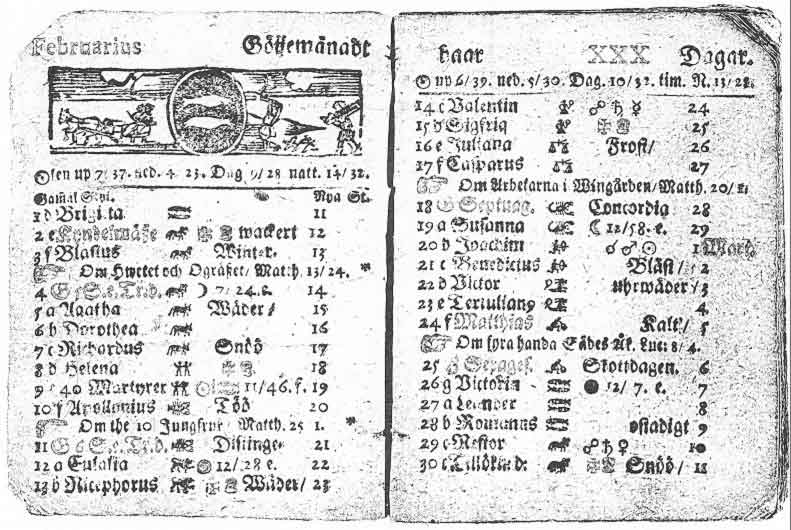
Calendar suedez din 1712 cu zilele numelor

Ziua numelui, denumită și zi onomastică, este o tradiție din Europa și America Latină în care constă în sărbătorirea uneia sau mai multor zile din an legate de prenumele unei persoane. Acestea corespund în general cu zilele de deces ale sfinților din Calendarul sfinților.